# Rudolf Scholten
Rudolf Scholten, né le 3 novembre 1955, est membre du comité des directeurs exécutif de Oesterreichische Kontrollbank AG, principal prestataire de services de financement et d’information pour l’industrie des exportations et le marché des capitaux en Autriche.
Il est membre du comité de direction du groupe Bilderberg.